# Jindřich Roudný
Jindřich Roudný (né le 14 février 1924 à Fukov et mort le 10 mai 2015) est un athlète tchèque, spécialiste du 3 000 m steeple.

## Biographie
Il remporte la médaille d'or du 3 000 m steeple lors des championnats d'Europe 1950, à Bruxelles, dans le temps de 9 min 5 s 4.

### Palmarès
| Date | Compétition           | Lieu      | Résultat | Épreuve         | Performance |
| ---- | --------------------- | --------- | -------- | --------------- | ----------- |
| 1950 | Championnats d'Europe | Bruxelles | 1er      | 3 000 m steeple | 9 min 5 s 4 |

### Records
| Épreuve         | Performance | Lieu | Date |
| --------------- | ----------- | ---- | ---- |
| 3 000 m steeple | 9 min 5 s 4 |      | 1950 |